# オレグ・ペンコフスキー
オレグ・ウラジミロヴィチ・ペンコフスキー（ロシア語: Олег Владимирович Пеньковский, ラテン文字転写: Oleg Vldimirovich Pen'kovskii, 1919年4月23日 - 1963年5月16日）は、ソ連軍参謀本部情報総局（GRU）の職員。イギリスとアメリカ合衆国へ情報を流すスパイとなり、キューバ危機において重要な役割を果たしたが、露見し処刑された。

## 生涯

### 戦歴
ペンコフスキーの父はロシア内戦中に白軍側につき戦死した。ペンコフスキーはキエフの砲兵学校を1939年に卒業しフィンランドとの冬戦争および第二次世界大戦に従軍し中佐に昇進した。
GRUの職員としてペンコフスキーは1955年にトルコの首都アンカラへ赴任した。後には科学調査委員会でも働いている。ペンコフスキーはGRUの長官であったイワン・セーロフや陸軍の兵科総元帥セルゲイ・ヴァレンツォフと友人だった。

### スパイ
ペンコフスキーが祖国を裏切ろうとした理由は明らかではない。ペンコフスキーは1960年7月にモスクワのボリショイ・モスクヴォレツキー橋でアメリカ人の学生に小包を手渡した。CIAがこの小包を入手しペンコフスキーのことを知ったが、ペンコフスキーの信頼性を疑い、またソ連当局の監視を恐れてすぐには連絡しようとしなかった。
ペンコフスキーはイギリスの協力者グレヴィル・ウィンを介し、1961年にロンドンを訪れた際に2人のアメリカ人とイギリス人1人からなる情報機関員との会合を設定してもらった。ペンコフスキーの重要性はただちに認められ、ウインがクーリエとなった。グレヴィル・ウィンの自伝によると彼はペンコフスキーと連絡する任務のためだけにMI6により何年にも渡って注意深く訓練されていた。
CIAはペンコフスキーの重要性を軽視していたことを認め、イギリス当局からペンコフスキーからの情報共有を許された。この後18か月に渡ってペンコフスキーは大量の情報を西側に提供した。最も重要だったのは、ソビエトの核兵器が西側が思っていたほど多くなかったこと、そしてミサイルの燃料システムや誘導システムにも問題があることだった。
1960年代初めにソビエト首脳はキューバへのミサイル配備を推し進めた。ペンコフスキーはキューバにおけるミサイル発射サイトの計画案を提供した。この情報に基づいてU-2がミサイルサイトを実際に撮影し確認した。GRU大佐で後に亡命したヴィクトル・スヴォーロフは、「歴史家はGRU大佐オレグ・ペンコフスキーの名前を感謝の念とともに心に留めることになるだろう。彼の計り知れない価値のある情報によってキューバ危機は最後の世界大戦に発展しなかったのだ」と述べている。

### 逮捕

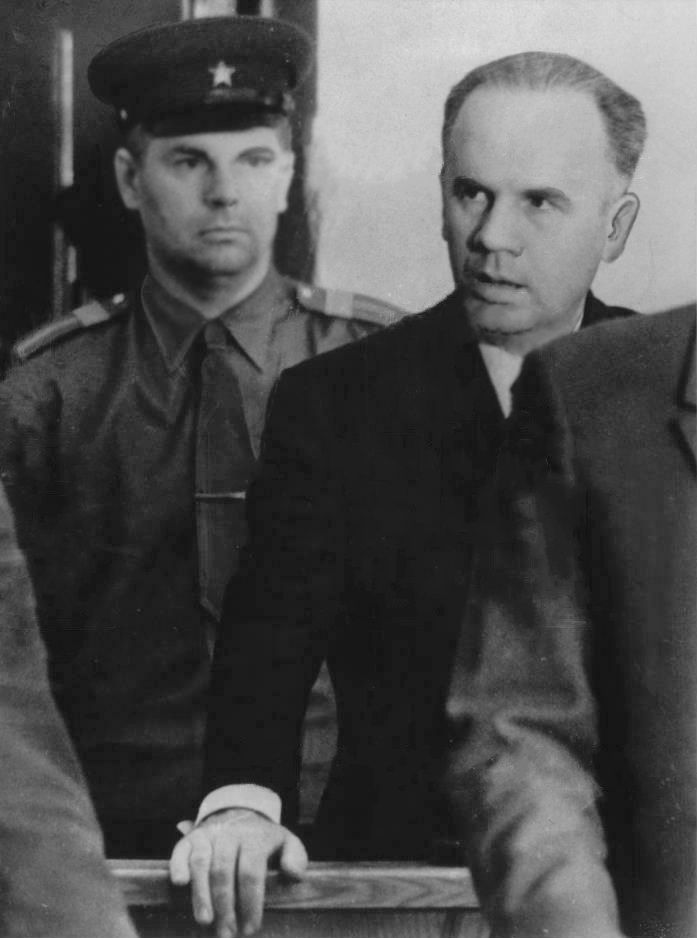
法廷でのペンコフスキー（1963年）

ペンコフスキーの裏切りはKGBのスパイジャック・ダンロップから得られた情報により暴露された。KGBは内部にスパイがいると気づき調査を開始した。ペンコフスキーは1962年10月22日に逮捕された。
同じ日にアメリカ合衆国大統領ジョン・F・ケネディはテレビ会見を行いU-2偵察機がキューバでミサイル基地を発見したと公表している。ペンコフスキーの自供によってグレヴィル・ウィンもブダペストで逮捕、ソ連に送還され、1964年にアメリカで逮捕されたソ連のスパイと交換で帰国した。ペンコフスキーの逮捕によって、ニキータ・フルシチョフが当初から妥協を模索していたとの重要な情報がアメリカ側に伝わらなくなってしまった。

### 処刑
ペンコフスキーは反逆罪とスパイの罪で1963年に裁判にかけられたとされている。ソビエトでの処刑に用いられる通常通り銃殺刑として首の後ろを銃で撃たれたとする証言がある一方で、生きたまま火葬され灰はモスクワのドンスコイ墓地に埋葬されたとする者もいる。
ヴィクトル・スヴォーロフは、ペンコフスキーであると特定はしていないものの、担架に縛り付けられたGRU大佐が生きたまま火葬されるフィルムをモスクワのGRU本部で見たと証言している。

## 著書
- 「ペンコフスキー機密文書」佐藤亮一訳、集英社、1966年
  - 「寝返ったソ連軍情報部大佐の遺書」集英社文庫、1988年。各・フランク・ギブニー解説

## 参照
1. ↑  Oleg Gordievsky and Christopher Andrew (1990). KGB: The Inside Story. Hodder & Stoughton. ISBN 0-340-48561-2; cited from Russian edition of 1999, pages 476-479
2. ↑  Schecter, Jerrold L.; Deriabin, Peter S. (1992), The Spy Who Saved the World: How a Soviet Colonel Changed the Course of the Cold War, Scribner, ISBN 0684190680
3. ↑  Wynne, Greville, The Man from Moscow. Hutchinson & Co., London, 1967
4. ↑  Suvorov, Viktor. Soviet Military Intelligence. Grafton Books, London, 1986, p. 155
5. ↑  Aleksandr Fursenko and Timothy Naftali, "Khrushchev's Cold War", 2006. ISBN 978-0-393-05809-3
6. ↑  Suvorov, Viktor. Aquarium (Grafton Books, London, 1987), p.11.複数の訳書がある。